# Ібіс червононогий
Ібіс червононогий (Nipponia nippon) — вид пеліканоподібних птахів родини ібісових (Threskiornithidae).

## Поширення

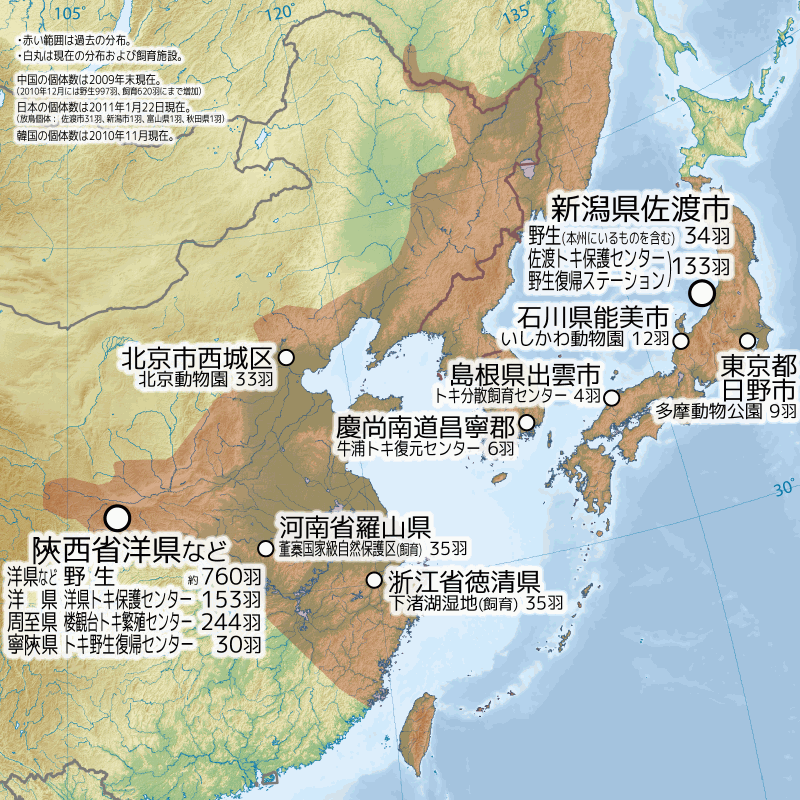
Історичний ареал птаха

Ібіс червононогий історично гніздився на Далекому Сході Росії, в Японії та Китаї, негніздові птахи траплялися на Корейському півострові та Тайвані. Проте зараз птах вимер майже у всьому колишньому ареалі. Єдина відома природна популяція, що залишилося, знаходиться в провінції Шеньсі в центральній частині материкового Китаю. У травні 1981 року в Китаї у дикій природі було виявлено популяцію лише з семи птахів (чотири дорослих особини та три пташенята). У тому ж році останніх п'ять диких птахів Японії були спіймані та взяті в неволю. До червня 2002 року популяція диких тварин постійно збільшувалась і налічувала 140 птахів, а кількість у неволі (у двох центрах розмноження) становила понад 130 птахів. Остання оцінка популяції становить близько 500 диких особин у 2006 році. Зараз репродуктивний успіх досить високий, як у дикій природі, так і в неволі. Були успішні реінтродукції в районах Китаю, де все ще траплялися дикі особини. Програма реінтродукції триває в Японії, а подальші реінтродукції також заплановані в Південній Кореї, в заповіднику Дунчжай в провінції Хенань та горі Емей в провінції Сичуань.

## Опис
Тіло завдовжки 55–84 см, вагою 1,5-2 кг. Оперення білого кольору. Передня частина голови неоперена, червоного кольору. Дзьоб довгий, вигнутий, чорний з червоним кінчиком. Очі червоні, кільце навколо очей жовте. Ноги червоні. На голові є довгий чуб злегка рожевого відтінку. У шлюбний період оперення спини, голови та шиї набуває сірого відтінку.

## Спосіб життя
Населяє заболочені долини річок, низовини з озерами і рисовими полями. Ночують птахи на високих деревах у лісі. Годуються на мілководді, де полюють на дрібну рибу, крабів, молюсків та інших водних безхребетних, плазунів і жаб.
Червононогі ібіси утворюють постійні пари і гніздяться на високих деревах, в основному, на соснах і дубах. Кладка, яку насиджують обоє батьків, складається з 3-4 яєць. Інкубація триває 28 днів. Через 40 днів після вилуплення пташенята стають на крило. Молоді птахи тримаються з батьками до осені, потім об'єднуються в зграї.